# Kap Emine
Koordinaten: 42° 42′ 5″ N, 27° 53′ 59″ O

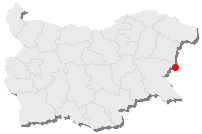
Kap Emine – Bulgarien – Schwarzes Meer

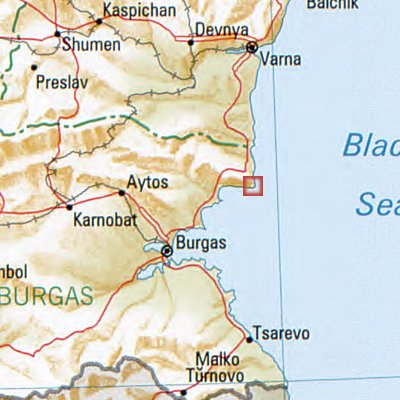
Kap Emine (rotes Viereck) – Bulgarien – Nachbarorte: Burgas, Ajtos, Warna

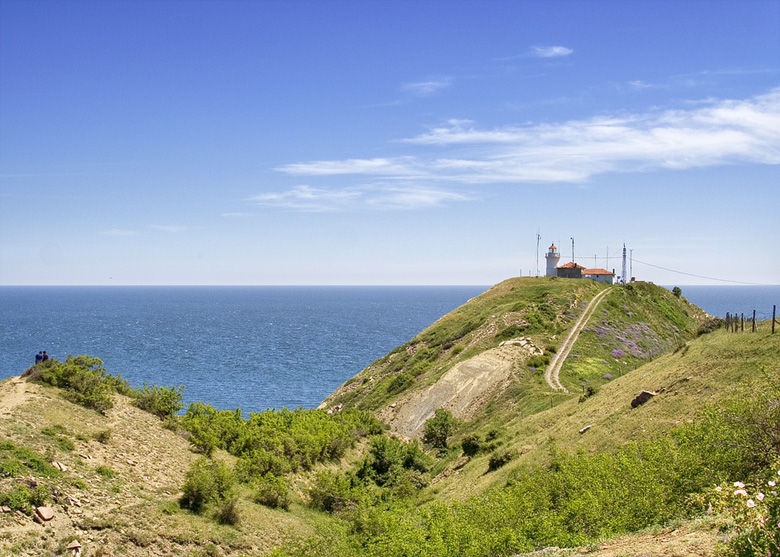
Leuchtturm auf Kap Emine

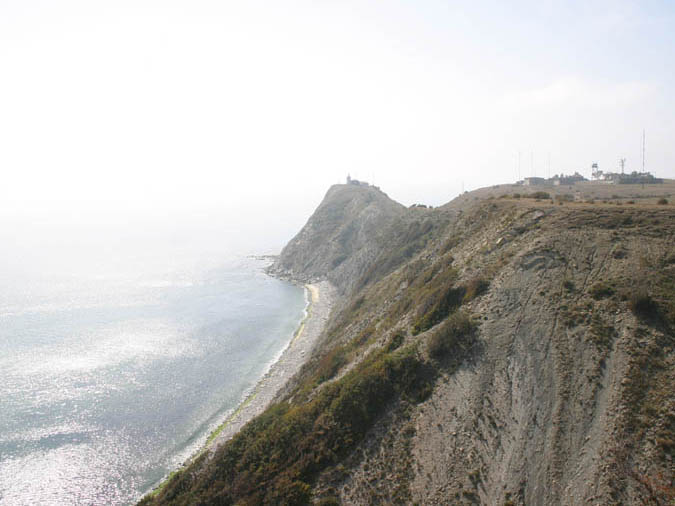
Nördliche Steilküste von Kap Emine

Das Kap Emine (bulgarisch Нос Емине Nos Emine) ist ein Kap im Osten des Balkangebirges am Schwarzen Meer in Thrakien in Bulgarien.

## Lage
Das Kap Emine liegt 79 km südlich von Warna und 54 km nördlich von Burgas entfernt. In der Nähe liegen die Orte Obsor (14 km weiter nördlich), sowie Nessebar (14 km Luftlinie über das Meer, bzw. 22 km Landweg um die Bucht), Sonnenstrand (15 km im Westen) und Sweti Wlas (8 km im Westen), alle weiter südlich. Kap Enime liegt in Sichtweite vom Sonnenstrand und von Nessebar. Umgekehrt hat man vom Kap Emine nach Süden einen Überblick über die Bucht von Nessebar.
Das Kap liegt in der Oblast Burgas, Gemeinde Nessebar. Zwei Kilometer westlich liegt das Dorf Emona, der Geburtsort des legendären thrakischen Königs Rhesos.
Am Kap Emine befindet sich der Endpunkt des Bergwanderwegs Kom–Emine, des Europäischen Fernwanderwegs E3 sowie der nördlichste Punkt der Bucht von Burgas. Der südlichste Punkt der Bucht von Burgas ist Maslen nos (bulg. Маслен нос).
Das Felsenkap ist der östlichste Teil des Balkangebirges. Es fällt fast senkrecht, 60 m tief schroff ins Meer ab. Das Kap ist von hunderten kleinen Felsen umgeben, die im Umkreis von 250 m aus dem Wasser ragen bzw. unter Wasser liegen. Deshalb ist der Uferbereich hier auch außerordentlich gefährlich für Schiffe, die das Kap nur mit einem großen Sicherheitsabstand umrunden. Auf dem Kap steht ein 9,4 m hoher Leuchtturm, der am 15. Dezember 1880 seinen Betrieb aufgenommen hatte. Angeblich ist Kap Emine das stürmischste Kap Bulgariens.
Die bulgarische Schwarzmeerküste wird am Kap Emine in die nördliche und die südliche bulgarische Schwarzmeerküste unterteilt. Unmittelbar nördlich von Kap Emine liegt das Naturschutzgebiet Irakli (bulg. Иракли).
Nördlich des Kaps liegt das Steilufer Afrodiso (bulg. Афродизо).

## Name
Der Kame Kap Emine wird von einem dort befindlichen mittelalterlichen Kloster und einer Festung (Festung Emona – „Paleocasto“ = „Alte Festung“) abgeleitet, die den Namen Emine trugen. Von den Ruinen des Klosters und der Festung ist nur noch sehr wenig zu sehen.
Der Name Emine stammt von dem altgriechischen Namen des Balkangebirges ab – griech.: Αίμος – Aimos (Aemon), lat. Haemus. Andere leiten den Namen des Kaps von dem griechischen Wort für einen „kühlen, stürmischen, windigen Platz“ ab oder auch von dem Namen der Mutter des Propheten Mohammed ab. Sie hieß auf Arabisch Amina, was im Türkischen als „Emine“ gesprochen wird.

## Klosterkirche
Die Klosterkirche „Sweti Nikola“ befindet sich ca. 1 km vom Kap entfernt. Obwohl sie zum Kulturdenkmal erklärt wurde, wurde sie bereits vor einigen Jahren ausgeraubt und aufgegeben. Die Klosterkirche wurde vor einigen Jahren von außen restauriert. Sie ist jedoch für die Öffentlichkeit nicht zugänglich. Die Klosterkirche ist Teil des ehemaligen Klosters „Sweti Nikola“  (bulg. Св. Николай Чудотворец; Sweti Nikolaj der Wundertäter – Nikolaus von Myra), das im 10. Jahrhundert gegründet wurde. 1805 wurde das Kloster von den Einwohnern von Kardschali zerstört, später jedoch wieder aufgebaut.
Es gibt keine genauen Quellen zu den Anfängen des Klosters. Der Legende nach steht die Gründung des Klosters in Zusammenhang mit dem Schutzheiligen der Seeleute und Fischer. auf seiner Wanderung durch das Balkangebirge wurde er von Osmanen verfolgt. Bei seiner Flucht nach Osten wuchs immer neues Land unter seinen Füßen, immer weiter ins Meer hinein. So ist das Kap Emine entstanden. Am Endpunkt seiner Flucht haben dann die Einwohner der Gegend ein Kloster errichtet, dessen Schutzpatron er wurde.

## Vögel
Auf dem Gebiet des Kaps Emine (0,5 ha) wurden 218 Vogelarten gezählt, von denen 60 Arten 1985 in das bulgarische Rotbuch für gefährdete Arten aufgenommen wurden. Laut BirdLife International (2004) sind von den angetroffenen Arten 96 Arten von Bedeutung für den europäischen Naturschutz. In die Kategorie SPEC1 (vom weltweiten Aussterben betroffen) fallen 8 Arten. In die Kategorie SPEC2 (vom Aussterben in Europa betroffen) fallen 29 Arten. In die Kategorie SPEC3 fallen 79 Arten.
BirdLife International hat 1997 das Kap Emine zu einem wichtigen ornithologischen Platz erklärt. 2005 wurde das ornithologisch wichtige Gebiet auf das gesamte Gebiet von Kap Emine ausgedehnt, um die im europäischen Maßstab gefährdeten Vogelarten zu schützen.
Der Druck durch den Ansturm des Massentourismus und die Bautätigkeit in der Nähe stehen im Widerspruch dazu, dass das gesamte Kap Emine weitläufig zum Natura 2000-Gebiet erklärt wurde, zu dessen Einhaltung Bulgarien wegen seiner Mitgliedschaft in der EU verpflichtet ist. Das ganze Gebiet wird abseits der Straßen noch immer von Geländewagen befahren, was in Natura-2000-Gebieten verboten ist.
In der Richtlinie 79/409/EWG des Rates vom 2. April 1979 über die Erhaltung der wild lebenden Vogelarten (Anlage 1) werden 73 der am Kap Emine angetroffenen Vogelarten angeführt.
Das Emine-Vogel-Schutzgebiet erstreckt sich vom Dorf Panitsovo im Westen bis zum Kap Emine im Osten. Im Norden umfasst es das Tal des Flusses Dvoinitsa bis im Süden zu die Ortschaften Aheloy und Kableshkovo, incl. des nördlichen Teils der Bucht von Burgas.
Das Kap Emine liegt am Nord-Süd Migrationsweg der Zugvögel, die Via Pontica. Hier ist eine Engstelle der Zugroute für Pelikane, Störche und Greifvögel. Die Zugvögel sammeln sich hier, um das Balkangebirge zu umfliegen.
Die Störche und Pelikane fliegen of direkt über die Bucht von Burgas.
Der Uferbereich und das Gewässer um das Kap Emine ist eines der wenigen Gebiete in Bulgarien, wo ständig der Mittelmeer-Sturmtaucher (Puffinus yelkouan) anzutreffen ist. Das Kap ist eines der wichtigsten Plätze in Europa für diese Vogelarten. Das Gleiche trifft auf folgende Vogelarten zu:
- Olivenspötter (Hippolais olivetorum),
- Heidelerche (Lullula arborea),
- Halbringschnäpper (Ficedula semitorquata),
- Mittelspecht (Dendrocopos medius),
- Blauracke (Coracias garrulus),
- Schreiadler (Aquila pomarina),
- Kurzfangsperber (Accipiter brevipes),
- Nonnen-Steinschmätzer (Oe. pleschanka),
- Fluss-Seeschwalbe (Sterna hirundo),
- Zwergseeschwalbe (Sterna albifrons).

Im Winter versammeln sich hier an der Küste Prachttaucher (Gavia arctica), Tafelenten (Aythya ferina) und andere Wasservögel in großer Anzahl.

## Weitere bulgarische Kaps
Neben Kap Emine und Kap Kaliakra gibt es an der bulgarischen Schwarzmeerküste noch die Kaps:
- Kap Kontschan  (bulgarisch Кочан)
- Kap Sweti Atanas (bulgarisch нос Свети Атанас) – 17 km nördlich von Kap Emine
- Kap St. Konstantine
- Kap Ilandjik
- Kap Tscherni nos (bulgarisch Черни нос)
- Kap Ilandschik (bulgarisch нос Иланджик)
- Kap Galata (bulgarisch нос Галата)
- Kap Schabla (bei Schabla)
- Maslen Nos (bulgarisch Маслен нос)
- Kap Tuslata (bulgarisch нос Тузлата)
- Kap Ekrene
- Kap Rochi (bulgarisch нос Рохи)
- Kap Humata